# Макдоналд Чапел (Алабама)
Макдоналд Чапел (енгл. McDonald Chapel) насељено је место без административног статуса у америчкој савезној држави Алабама.

## Демографија
По попису из 2010. године број становника је 717, што је 337 (-32,0%) становника мање него 2000. године.
| Група             | 2000.       | 2010.       |
| Белци             | 699 (66,3%) | 393 (54,8%) |
| Афроамериканци    | 312 (29,6%) | 282 (39,3%) |
| Азијати           | 28 (2,7%)   | 4 (0,6%)    |
| Хиспаноамериканци | 6 (0,6%)    | 20 (2,8%)   |
| Укупно            | 1.054       | 717         |